# Slet
Slet is een scheldwoord voor een vrouw die als seksueel losbandig wordt beschouwd. Synoniemen zijn snol, del, sloerie, banga, of hoer, hoewel dat laatste woord eerder naar professionele sekswerkers verwijst.
Iemand massaal en veelvuldig (vooral online) een 'slet' noemen vanwege kleding, make-up of bijvoorbeeld seksueel gedrag heet "slut-shaming", omstreeks 2013 uit het Engels geleend en sindsdien ook wel vernederlandst tot "slutshamen". Slutshamen kan door de slachtoffers als ernstig vernederend worden ervaren.
Binnen bepaalde populaire jeugdculturen worden woorden als breezerslet en snol ook met een minder negatieve connotatie gebruikt. De omschrijving heeft dan meer te maken met typerende kleding of gedrag.
Sinds de jaren 1990 hebben sommige groepen geprobeerd om van het woord 'slet' een geuzennaam te maken. Initiatiefnemers van de internationale SlutWalk menen bijvoorbeeld dat mensen zelf moeten kunnen bepalen wat ze met hun lichaam doen, zich kleden zoals ze willen en vrijwillig experimenteren met seks met wie ze maar willen. Voor hen zijn 'sletten' mensen die moedig genoeg zijn om eigen keuzes te maken en af te wijken van de norm als ze dat willen. De term heeft ook in milieus waar een niet-monogame leefstijl veel voorkomt en avontuurlijke seks op diverse wijzen wordt beoefend een positieve betekenis gekregen. Dossie Easton & Janet Hardy schreven in 1997 het boek The Ethical Slut, een van de vroegste boeken over polyamorie.